# Gulella mayottensis
Gulella mayottensis е изчезнал вид коремоного от семейство Streptaxidae.

## Разпространение
Този вид сухоземен охлюв е бил ендемичен за Майот.